# Liste der Monuments historiques in Saint-Simon-de-Pellouaille
Die Liste der Monuments historiques in Saint-Simon-de-Pellouaille führt die Monuments historiques in der französischen Gemeinde Saint-Simon-de-Pellouaille auf.

## Liste der Bauwerke
| Bezeichnung       | Beschreibung              | Standort | Kennzeichnung | Schutzstatus | Datum | Bild           |
| ----------------- | ------------------------- | -------- | ------------- | ------------ | ----- | -------------- |
| Kirche St-Laurent | Erbaut im 12. Jahrhundert | (Lage)   | PA00105237    | Classé       | 1923  | weitere Bilder |

## Liste der Objekte
- Monuments historiques (Objekte) in Saint-Simon-de-Pellouaille in der Base Palissy des französischen Kultusministeriums